# Anna Bache-Wiig
Anna Bache-Wiig, född den 19 september 1975, är en norsk skådespelerska och författare.
Bache-Wiig tog examen på Statens Teaterhøgskole 1998, och har bland annat arbetat vid Rogaland Teater, Trøndelag Teater och Den Nationale Scene. Vid sistnämnda teater har hon utmärkt sig i bland annat titelrollerna i Antigone av Sofokles och Ronja Rövardotter av Astrid Lindgren. 2005 gästade hon Trøndelag Teater i titelrollen i Henrik Ibsens Hedda Gabler.
Anna Bache-Wiig har även skrivit romanerna Det aller fineste (2003), en bok som skildrar en ungdomsmiljö blottad på oskuld, Sommernattsdrømmen (2005) och Lasses hus (2009). Hon har fått god kritik för alla tre romanerna.